# Asmate nocturnata
Asmate nocturnata är en fjärilsart som beskrevs av Fuchs 1898. Asmate nocturnata ingår i släktet Asmate och familjen mätare. Inga underarter finns listade i Catalogue of Life.